# Tenuta degli Astroni
La Tenuta degli Astroni fa parte del gruppo dei ventidue siti reali borbonici.

## Il sito reale
Gli edifici sono situati in uno scenario naturale suggestivo che per secoli è stato utilizzato come riserva di caccia dei re di Napoli.
La storia architettonica degli astroni inizia già ai tempi degli antichi romani, quando il luogo venne utilizzato come sede dei bagni termali. In seguito, questi ultimi andranno distrutti durante la piccola eruzione del 1538 e la consecutiva formazione del Monte Nuovo.
Il primo a scegliere il luogo come riserva privata di caccia fu Alfonso I di Napoli, destinazione d'uso che rimarrà fino ai tempi dell'Unificazione italiana, con Vittorio Emanuele II. La battuta di caccia più celebre tenutasi è stata quella indetta dal sovrano aragonese il 16 aprile 1452 in onore dell'Imperatore Federico III.
Secoli dopo, Carlo di Borbone fece costruire una sua residenza reale proprio sul luogo. Gli edifici costruiti consistono in un'ala residenziale adibita a casino di caccia, un'ala stalla e, più tardi, l'introduzione di una vasta cinta muraria.
Architettonicamente, l'elemento più interessante è certamente la lunga cinta muraria, voluta per tener lontani gli altri cacciatori e i cinghiali. Inoltre, queste mura sono impreziosite da alte torri: torre lupara e torre Nocera. Queste ultime strutture sono state per lungo tempo in completo stato di abbandono, ma tuttavia negli ultimi tempi è in atto, per volere del comune di Napoli, un piano di conservazione e rivalorizzazione dei reperti architettonici. All'interno della riserva è oggi presente un Centro di Educazione Ambientale che svolge attività di educazione, informazione ed aggiornamento sulle problematiche ambientali.